# 于水山
于水山（1971年1月7日—），字邃初，號邃初堂主人。出生於中國山東招遠，現居美國波士頓。現任教於美國東北大學，古琴音樂家。

## 生平
于水山，1971年生於中國山東招遠。畢業於清華大學建築系，并獲美國西雅圖華盛頓大學藝術史博士。曾先后任職於北京建設部建築設計院和密歇根州奧克蘭大學，講授中國建築、佛教藝術、中國藝術、日本藝術等課程。 2012年至今執教於美國東北大學建築系藝術媒體及設計學院，講授建築歷史。其主要研究方向為中國建築，現代建築，以及東亞的文人藝術與佛教建築。
于水山自七歲起学習中国民族樂器。其於2009年創辦北美梅庵琴社，時任社长至今。致力于古琴藝術的傳播，其於2009-2012年在奧克蘭大學教授古琴的演奏，

## 作品

### 著作
- 《長安街與中國建築的現代化》 三聯書店 （2016）
- 《于水山古琴练习曲集》 中华书局 （2019）

### 專輯
- 《山水清音》(2009)
- 《長虹古韻》(2012)
- 《一契落英》(2017)